# 숲쥐속
숲쥐속(Neotoma)은 쥐상과 비단털쥐과에 속하는 설치류 속의 하나이다. 현존하는 19종으로 이루어져 있다. 긴 꼬리아 큰 귀, 넓고 검은 눈을 갖고 있다. 사슴쥐속과 아메리카멧밭쥐속 그리고 메뚜기쥐속과 비교하여 숲쥐속 종들은 현저히 크며, 보통 목화쥐속 쥐들보다 다소 크다.

## 하위 종
| - 흰목숲쥐 (N. albigula) - 타마울리파스숲쥐 (N. angustapalata) - 브라이언트숲쥐 (N. bryanti) - 니카라과숲쥐 (N. chrysomelas) - 애리조나숲쥐 (N. devia) - 동부숲쥐 (N. floridana) - 골드망숲쥐 (N. goldmani) | - 사막숲쥐 (N. lepida) - 흰이숲쥐 (N. leucodon) - 큰귀숲쥐 (N. macrotis) - 앨러게니숲쥐 (N. magister) - 멕시코숲쥐 (N. mexicana) - 남부평원숲쥐 (N. micropus) - 넬슨숲쥐 (N. nelsoni) | - 볼라뇨숲쥐 (N. palatina) - 스티븐숲쥐 (N. stephensi) - 소노라숲쥐 (N. phenax) - 붓꼬리숲쥐 (N. cinerea) - 검은발숲쥐 (N. fuscipes) |